# Elliott Smith
 Der er for få eller ingen kildehenvisninger i denne artikel, hvilket er et problem. Du kan hjælpe ved at angive troværdige kilder til de påstande, som fremføres i artiklen.

Steven Paul "Elliott" Smith (6. august 1969 – 21. oktober 2003) var en amerikansk sanger, sangskriver og multi-instrumentalist.
Han startede sin musikalske karriere i bandet Heatmiser, som han forlod efter selv at have lavet et par obskure soloplader, men han blev først for alvor berømt da nogle af hans sange blev brugt i Gus Van Sants film Good Will Hunting. Dette resulterede i en optræden ved Oscar-showet i 1998 og en multinational pladekontrakt, men Smith befandt sig ikke godt i rampelyset, og han begik angiveligt selvmord den 21. oktober 2003 i Los Angeles efter et liv med depressioner, lavt selvværd og alkohol- og stofmisbrug.

## Ungdom og Heatmiser
Smith blev født på Clarkson Hospital i Omaha, Nebraska af Bunny Smith, der var skolelærer, og Gary Smith, der på det tidspunkt læste medicin. De blev dog skilt før Smith var et år og Bunny Smith giftede sig i juli 1973 med Charlie Welch efter at være flyttet til Duncanville, Texas. Smith befandt sig ikke godt i denne situation og Welch var voldelig mod både Smith og hans mor, så han flyttede til sin far i Portland, Oregon da han var 14 år gammel. Det var også ham der havde havde givet ham hans første guitar da han var 11-12 år gammel.    
I Portland gik han på Lincoln High School, hvor han dannede sit første band, og det var også her han begyndte at kalde sig selv "Elliott" fordi han syntes, at Steve lød for smart. Derefter gik han på college i Amherst, Massachusetts, hvor han læste filosofi og samfundsfag. Efter at have bestået vendte han tilbage til Portland hvor han overvejede en karriere som brandmand, men i stedet dannede han i 1992 bandet Heatmiser der bestod af Neil Gust, Tony Lash og senere Sam Coomes. Rent musikalsk stod Heatmisers musik i skarp kontrast til Smiths soloplader, da de spillede en støjende form for grungerock, men musikken udviklede sig langsomt henimod en bluesfunderet form for indierock. Smith og Gust var de primære sangskrivere, og de blev hurtigt et kultnavn i undergrundsmiljøet. I mellemtiden havde Smith dog travlt med at udsende og arbejde på solomateriale, og da Heatmiser udsendte Mic City Sons på pladeselskabet Virgin Records i 1996, var bandet i realiteten opløst

## Solokarriere
Smith udsendte sin solodebut Roman Candle på det lille label Cavity Search i 1994 på opfordring af sin daværende kæreste. Pladen indeholdt kun Smiths vokal og hans akustiske guitar med undtagelse af det sidste nummer, og sangene handlede bl.a. om misbrug og ensomhed. Desuden indeholdt pladen nummeret "Roman Candle", der handlede om forholdet til hans stedfar.
Smith fik derefter kontrakt med pladeselskabet Kill Rock Stars, hvor han udsendte pladerne Elliott Smith i 1995 og Either/Or i 1997, opkaldt efter Søren Kierkegaards værk af samme navn. Pladerne blev mindre og mindre "Lo-Fi", og der kunne drages paralleller til både Nick Drake og Kurt Cobain samt hans favoritband The Beatles. Either/Or gav ham for alvor medvind hos kritikerne, og det var også gennem denne plade, at Gus Van Sant opdagede ham. Under optagelserne til filmen Good Will Hunting hørte han Smiths sange så meget, at der måtte være en mening med det og da han spurgte Smith om han måtte bruge noget af hans musik i filmen fik han et ja. Filmen indeholdt en enkelt sang fra Roman Candle, tre fra Either/Or og til lejligheden skrev Smith også sangen "Miss Misery".
Dette førte til en lang række begivenheder for Smith. I 1997 flyttede han til New York for at komme væk fra Portlands stofmiljø, men dette betød også, at han måtte sige farvel til sin kæreste og sine venner, og da Good Will Hunting fik den succes den fik, var Smith pludselig i fokus. Smith var dog ustabil og han var i denne periode indlagt på et psykiatrisk hospital efter at have forsøgt selvmord. Han blev nomineret til en Oscar for "Miss Misery" og dette medførte en optræden af sangen ved Oscar-showet i 1998, hvor bl.a. Celine Dion og Trisha Yearwood også spillede. Den tydeligt nervøse Smith tabte til Celine Dion, men han havde optrådt på tv-skærme verden rundt, og fra at have været totalt ukendt var han nu på alles læber.
Dette betød, at Smith nu spillede alle de store steder, og hans fjerde soloplade XO blev udgivet på Dreamworks. Den fik gode anmeldelser og blev hans største kommercielle succes med over 400.000 solgte plader. Musikalsk var pladen et stort skridt videre og pladen indeholdt instrumentrige arrangementer og iørefaldende popmelodier tilsat dystre tekster. Smith spiller selv alle instrumenter og pladen regnes af mange som hans hovedværk. 
De næste par år turnerede Smith jorden tynd og han udgav i 2000 Figure 8, som delvis er indspillet i Abbey Road-studierne, på Dreamworks, samtidig med at han flyttede til Los Angeles. Hans musik blev desuden brugt flittigt i filmsammenhænge bl.a. i American Beauty og The Royal Tenenbaums. Presset var dog for meget for Smith og efter Figure 8 forsvandt han stort set fra musikscenen. I løbet af Figure 8-turneen var Smith blevet afhængig af heroin og kokain, og de næste par år var mørke for ham, selv om han arbejdede på en ny plade sammen med vennen Jon Brion, men da Brion konfronterede Smith med hans alkohol- og stofmisbrug, sluttede deres venskab, og projektet blev skrottet. Efter at have forsøgt at give sig selv en overdosis flere gange indskrev han sig selv på en afvænningsklinik i Beverly Hills i foråret 2002 og kom ud af misbruget med hjælp fra sin  kæreste, Jennifer Chiba.
Ifølge hans nære venner virkede Smith lykkeligere end nogensinde før i hans sidste leveår. På hans 34-års fødselsdag opgav han kød, sukker, alkohol og brugen af antidepressiv medicin, og han var blevet forlovet til Chiba. Derudover var han i gang med det ambitiøse pladeprojekt From A Basement On The Hill, som blandt andet var indspillet med hjælp fra Steven Drozd fra The Flaming Lips, og som måske skulle udsendes som et dobbeltalbum.

## Død
Men den 21. oktober 2003 døde Smith af to knivstik til hjertet i sit hus i Echo Park-kvarteret i Los Angeles. Ifølge Chiba havde hun og Smith været oppe at skændes, og hun havde låst sig selv inde på badeværelset, da hun hørte et skrig. Da hun låste sig ud, så hun Smith stå med en kniv i hjertet, som hun derefter fjernede. Hun udførte førstehjælp og ringede straks til politiet, men Smith blev erklæret død ved ankomsten til hospitalet. Man fandt en selvmordsnote med ordene "I'm so sorry – love Elliott", men der er efterfølgende opstået tvivl omkring hans dødsårsag. Det faktum, at Smith stak gennem tøj, fund af noget der minder om forsvarsmærker på hans arme og Chibas fjernelse af kniven har medført mistanke om mord. Sagen er dog stadig under efterforskning.
Hans død resulterede i hundredvis af mindekoncerter verden over, og stedet, hvor Figure 8-coveret er taget på Sunset Boulevard i Los Angeles, er blevet en mindeplads for Smith.
From A Basement On The Hill blev udgivet posthumt den 19. oktober 2004 med fremragende anmeldelser.   
Den 14. februar 2006 blev det annonceret at en dobbelt-cd med demoer fra perioden 1995-1997 vil blive udgivet den 8. maj 2007 under navnet New Moon på Kill Rock Stars.

## Diskografi
- Roman Candle 1994
- Elliott Smith 1995
- Either/Or 1997
- XO 1998
- Figure 8 2000
- From A Basement On The Hill 2004
- New Moon 2007
- An Introduction to... Elliott Smith 2010